# Karl von Vogelsang

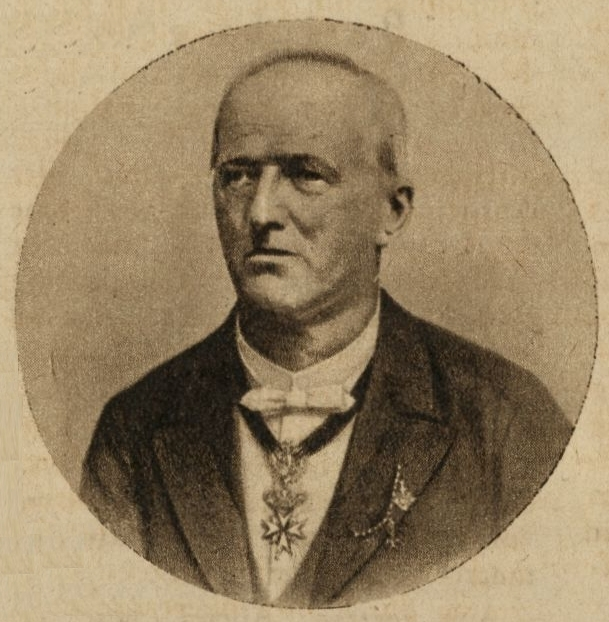
Karl von Vogelsang

Karl Freiherr von Vogelsang, vollständig Hermann Ludolph Carl Emil von Vogelsang (* 3. September 1818 in Liegnitz (heute Legnica, Polen), Schlesien; † 8. November 1890 in Wien) war ein katholischer Publizist, Politiker und Sozialreformer. Er war einer der Wegbereiter der Arbeiterbewegung in Österreich.

## Leben und Werk
Karl war Angehöriger des Adelsgeschlechts von Vogelsang und wurde als Sohn von Karl von Vogelsang und Ida geb. von der Lühe geboren. Er studierte in Bonn, Rostock und Berlin Rechts- und Staatswissenschaften. In Bonn war er Mitglied des Corps Borussia, in Rostock des Corps Vandalia. Nach Beendigung seiner Studien trat er in den preußischen Justizdienst ein. Er war mit Franz Chassot von Florencourt, Herausgeber des in Rostock erscheinenden „Norddeutschen Correspondenten“, befreundet. Nach der Märzrevolution 1848 erbte er das Gut Alt-Guthendorf nahe Rostock, Mecklenburg, das er nun bewirtschaftete; er wurde dort als ritterschaftlicher Amtsdeputierter in die mecklenburgische Ständevertretung gewählt.
Er lernte in Berlin den Dompropst der Sankt-Hedwigs-Kathedrale und späteren Mainzer Bischof Wilhelm Emmanuel von Ketteler kennen. Diese Bekanntschaft bestärkte 1850 ihn und einen Freundeskreis (Franz Chassot von Florencourt, Friedrich Maassen, Emil von Bülow) zur Konversion vom protestantischen zum katholischen Glauben. Iwan von Glöden war schon einige Monate vorher katholisch geworden. Vogelsang musste deshalb aus dem mecklenburgischen Landtag ausscheiden. Er beschäftigte sich nun als Publizist mit aktuellen religiösen Fragen und dem Problem einer gerechten sozialen Gesellschaft.
1852 heiratete er Bertha Sophie von der Linde, mit der er elf (einschließlich der früh verstorbenen 13) Kinder hatte. Nach Aufenthalten in Köln, Sigmaringen und Fußberg bei München, wo er Kontakt mit dem „Eoskreis“ um Guido Görres, den Sohn des berühmten Joseph Görres, hatte und wo seine Familie noch länger wohnte, begleitete er ab 1859 beruflich den jungen Fürsten Johann II. von und zu Liechtenstein auf Reisen durch Europa, wodurch er mit bedeutenden Persönlichkeiten in Kontakt treten konnte. Zum Dank wurde ihm am 10. Mai 1859 der Freiherrntitel verliehen. Seit 1859 waren er und die Mitglieder seiner Familie liechtensteinische Staatsbürger und seit 1869 Bürger der Gemeinde Schellenberg.

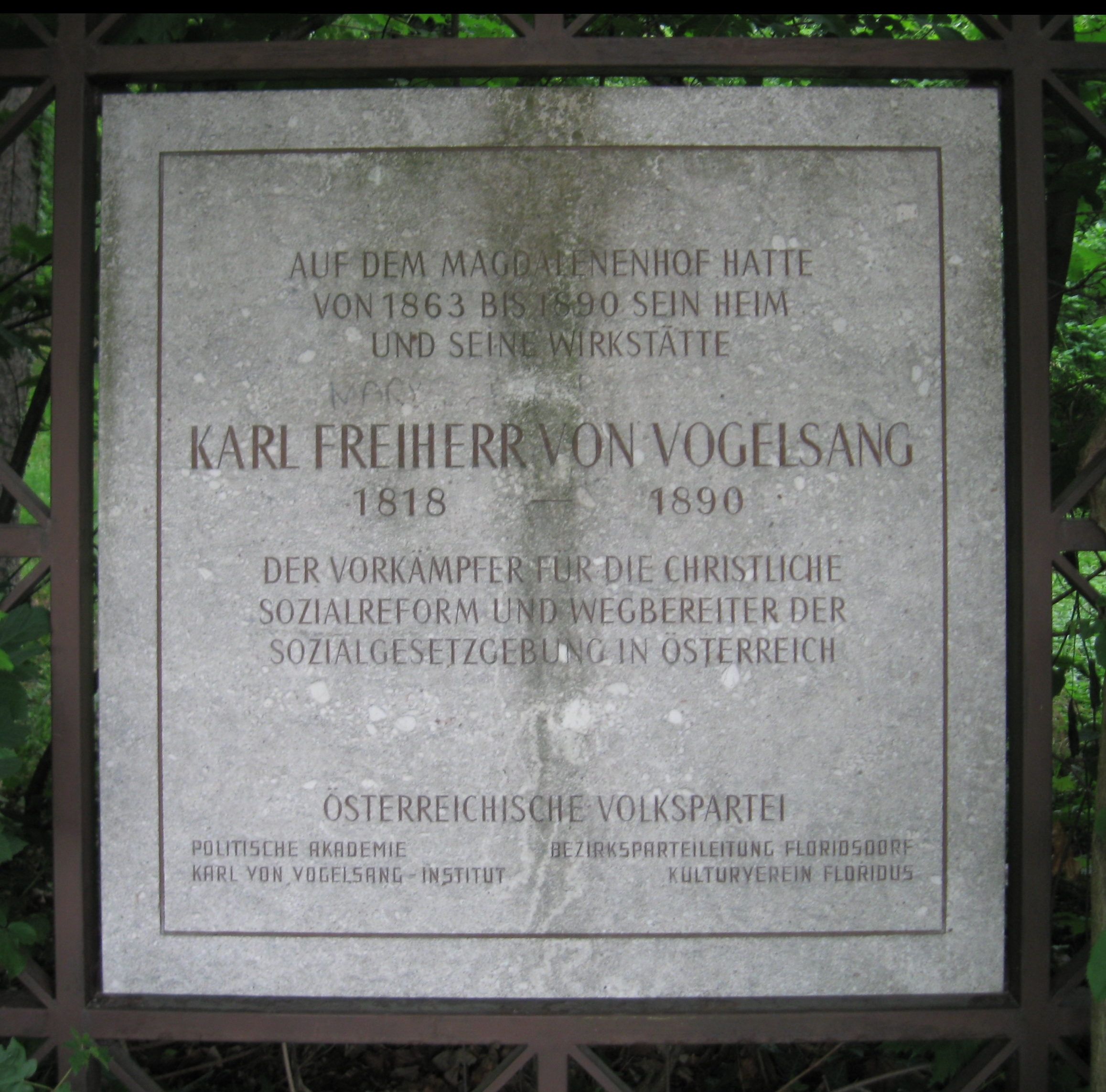
Gedenktafel am Magdalenenhof

1864 kam Vogelsang, der zuletzt in Fußberg (Bayern) lebte, mit seiner Familie nach Österreich und kaufte das Gut Magdalenenhof am Bisamberg samt Landwirtschaft und Zementfabrik. Er widmete sich zugleich seiner schriftstellerischen Tätigkeit und veröffentlichte u. a. Artikel in den „Historisch-politischen Blättern“ (München) und arbeitete länger bei „Katholik“ und „Recht“ in Pressburg mit. 1875 wurde er leitender Redakteur der Wiener katholisch-konservativen Zeitung „Das Vaterland“, die die Auswirkungen der Französischen Revolution bekämpfte. Mit dem Herausgeber und den wechselnden formellen Chefredakteuren gab es oft Uneinigkeit, vor allem hinsichtlich des sozialpolitischen Kurses. Dass „konservativ“ für ihn so viel wie „lebensfördernd“ bedeutete, wird deutlich, wenn er sagt: „Nur was lebendig voranschreitet, kann conservativ sein.“ (Vaterland, 20. November 1887). 1878 gründete er die „Österreichische Monatsschrift für Gesellschaftswissenschaft und Volkswirtschaft“, die sich später „Monatsschrift für christliche Sozialreform“ nannte.
Durch diese Artikel und vor allem durch seine Schrift „Die materielle Lage des Arbeiterstandes in Österreich“ löste Vogelsang eine christlich-soziale Volks- und Reformbewegung mit der Forderung nach sozialen Reformen aus, die dazu führte, dass unter der Regierung von Eduard Graf Taaffe gegen den Widerstand der liberalen Partei eine Reihe von Sozialgesetzen beschlossen wurde: Arbeitszeitbegrenzung, Sonntagsruhe, Unfall- und Krankenversicherung und Genossenschaftsgesetz. Diese galten teilweise für vorbildlich in Europa und bildeten die Grundlage der österreichischen Sozialgesetzgebung. Sogar ein (beinahe) allgemeines Wahlrecht wäre geplant gewesen, wurde aber von der radikalen Nationalpartei verhindert.
Vogelsang organisierte ab 1888/1889 in Wien einen Diskussionskreis für Sozialreformer, bekannt geworden als die „Enten-Abende“ (Studienrunde katholischer Sozialreformer), und koordinierte die internationale Kooperation der Sozialreformer bei einer Tagung in Haid. Vogelsang gilt als der geistige Begründer der „Christlichsozialen Bewegung“, aus der 1893 die Christlichsoziale Partei hervorging. Seine Ideen beeinflussten Karl Lueger († 1910), Franz Martin Schindler († 1922) und Prinz Aloys von Liechtenstein († 1920). Scheinbar paradoxerweise vertrat er gewisse Ideen des Marxismus, wie die Ablehnung von freiem Kapital und Freihandel. Durch seine bedeutende Tätigkeit in der „Union de Fribourg“ regte er auch die Enzyklika Rerum novarum an, die 1891, ein Jahr nach seinem Tod, von Papst Leo XIII. herausgegeben wurde.
Vogelsang sah die zunehmende wirtschaftliche Globalisierung im 19. Jahrhundert kritisch, da sie seiner Ansicht nach die „natürliche Ordnung“ zerstöre und eine der Ursachen für diese tiefgreifenden Umwälzungen, die vom Liberalismus getragen wurden, das Judentum sei. Vogelsang war der Überzeugung, dass die sozialen Probleme der Industrialisierung und der starke Bevölkerungszuwachs in den Städten durch eine „naturgegebene“ Ordnung gelöst werden könnten. Diese Ordnung war durch ständestaatlich-mittelalterliche Elemente geprägt, der spätere Versuch der Umsetzung dieser Ansicht scheiterte im austrofaschistischen Ständestaat.
Zuletzt lebte Vogelsang mit seiner Familie in der Laurenzgasse 3 im 5. Wiener Gemeindebezirk, wo im Jahr 1936 eine Gedenktafel für ihn angebracht wurde. Vom Sterbehaus wurde die sterbliche Hülle am 10. November zunächst in der nahegelegenen Pfarrkirche St. Florian eingesegnet und nach einer neuerlichen Einsegnung am Pfarrfriedhof Penzing im Familiengrab der Familie Klopp bestattet. Onno Klopp, mit dem er in regem Austausch stand, war seit 1886 durch seinen Sohn Wiard der Schwiegervater von Vogelsangs Tochter Justina. Im Jahr 1906 wurde der Leichnam in die endgültige Gruft am selben Friedhof umgebettet. Diese Gruft wurde im Jahr 2018, also 200 Jahre nach seiner Geburt, vom Vogelsang-Institut renoviert.

## Vogelsang, die Wirtschaft und die Ethik
Als Karl von Vogelsang auf einem Katholikentag die damals virulent werdende soziale Frage ausführlich behandelte, urteilte der Sozialdemokrat Viktor Adler in einem Bericht über diese Veranstaltung des Katholizismus sehr positiv:

„Die besonderste Aufgabe des Katholikentages war unstreitig die Entwicklung des sozialen Programmes. Dieser Teil war ja auch sorgfältig vorbereitet; die meisten ... Referate waren schon vor einem halben Jahre in Vogelsangs Monatsschrift abgedruckt, wie ja überhaupt die ganze österreichische 'christlichsoziale' Schule einfach ein Vogelsang‘sches Seminar ist.“

Zu Beginn des rücksichtslosen Voranschreitens der kapitalistischen Wirtschaft mahnte Vogelsang, der Mensch dürfe in seiner Beziehung zur Natur nicht „fortfahren, als Räuber und Vergewaltiger an ihr zu handeln, ... [sondern muß beginnen] als liebevolle Pfleger an ihr zu handeln.“
Zugleich warnte er vor einer gewaltsamen Revolution in Russland, denn er sah die damaligen Pogrome in Russland als ein Vorzeichen von noch schlimmeren Ausschreitungen während einer gewaltsamen Erhebung von unwürdigen Personen über das Volk zur Entmachtung von Zarentum und Kapitalismus. Er beurteilte die Pogrome als Folge der Verrohung der Sitten, seit die moralische Autorität der Kirche breite Teile des Volkes nicht mehr erreichen konnte. Die Geschichte hat ihm einige Jahrzehnte später mit der Oktoberrevolution recht gegeben. Nach dem Ende der roten Diktatur, welche Vogelsang ebenfalls voraussah, müsse man streben, „die christlichen Ideen [wieder] anzupflanzen und so eine neue Blüthe mit christlich-socialer Kultur herbeizuführen ...“
Er warnte – lange vor den zwei Weltkriegen, vor dem NS-Terror, vor Stalins Terror und vor der heutigen Umweltkrise –:

„Wir müssen uns lossagen von dem dünkelhaften Aberglauben, als ständen wir jetzt am Anfang einer erst vernünftig gewordenen Zeit. ... Wir müssen erkennen, dass es sittliche Normen gibt, aus denen sich die sozialen Institutionen und wirtschaftlichen Gesetze zu entwickeln haben.“

## Vogelsang und der Antisemitismus
Nachdem er einige Zeit als Herausgeber der Monatszeitschrift Österreichische Monatsschrift für Gesellschaftswissenschaften wirkte, begann sich auch eine Gruppe von bisherigen Anhängern des Antisemiten Georg von Schönerer um ihn zu scharen, zu denen auch der spätere Wiener Bürgermeister Karl Lueger gehörte. Vogelsang begann allmählich, seine Ablehnung des Kapitalismus, der nicht nur zur verantwortungslosen Ausbeutung der Arbeiter, sondern auch zum Glaubensabfall mancher Christen führte, mit einer Polemik gegen die „Reformjuden“ zu verbinden, die im Kapitalismus eine zunehmende Rolle spielten; in seiner Ausdrucksweise zeigte sich dabei der Einfluss der von ihm abgelehnten Antisemiten:

„Das wahrhaft christliche Volk wird die Juden in sich aufnehmen und absorbieren können, ohne zu verJuden; das vom Christentum in Glauben, Recht und Sitte Abgefallene aber muß rettungslos unter dem kaudinischen Joch der Knechtschaft hindurchkriechen, es wird von den Juden ausgeplündert, beherrscht, zum Paria gemacht.“

Karl Vogelsang schrieb zunächst in der Zeitschrift „Vaterland“ gegen den aufkommenden Antisemitismus einen Aufsatz unter dem Titel „Für die Juden“, um diese gegen die Vorwürfe der Antisemiten zu verteidigen. Daraufhin entstand ein so massiver Protest der Antisemiten gegen die Redaktion, dass Vogelsang von der Herausgeberschaft gezwungen wurde, einen Gegenartikel zu seinem eigenen Artikel zu schreiben, weil die Zeitung sonst zusperren könne, und zwar mit dem Titel „Gegen die Juden“. Dieser zweite, erzwungene Artikel wurde daraufhin von Antisemiten gerne zitiert, der erste Artikel aber wurde eher vergessen. Zuvor hatte Vogelsang geschrieben, die Juden seien das ersterwählte Volk Gottes und bleiben es, die Christen müssten sich die Erwählung Gottes durch ihre guten Werke erst verdienen. Soziale Missstände treten, so schrieb er, bei Betriebsherren auf, seien sie jüdischer oder christlicher Abstammung, aber eher bei wirtschaftsliberalen Atheisten als bei religiösen Betriebsleitern beider Glaubensrichtungen. Die gläubigen Juden könnten Partner der gläubigen Christen für die Sozialreform sein; aber:

„Der glaubenslose Jude ... steht in unseren Augen fast ebenso tief wie der Getaufte, welcher zu allen Anforderungen seines höheren Berufes sich in Widerspruch gesetzt hat.“

Wenn Vogelsang hier den glaubenslosen Juden nur "fast" ebenso hart kritisiert wie den glaubenslosen Christen, widerspricht er der damaligen antisemitischen Denkweise. Die damals zunehmenden, heute oft unscharf mit Vogelsang in Verbindung gebrachten antisemitischen Ansichten jener Zeit beruhten auf der Vorstellung, dass Wirtschaft und Presse von einem koordinierten und nicht-religiösen „Weltjudentum“ kontrolliert wurden und auch die „christlichen“ Wirtschaftstreibenden beeinflussten. Für durch Krisen und massive soziale Gegensätze entstehenden Probleme der arbeitenden Bevölkerung, mit denen Vogelsang mitfühlte, machte Vogelsangs Zeitung "Vaterland" anlässlich eines Streiks der Brünner Textilarbeiter 1875 die „jüdischen Fabrikaten“ verantwortlich. Vogelsang polemisierte aber in einem Artikel scharf gegen die Forderung der preußischen Zeitschrift „Germania“, das „Vaterland“ solle endlich einen antisemitischen Kurs einschlagen, und er wandte sich vor allem scharf gegen die damals in Preussen um sich greifende Forderung der Exportation der Juden; dabei bediente er sich einer sarkastisch gemeinten, heute aber unverständlichen Ausdrucksweise:

„Wenn durch irgendein Wunder an irgendeinem gesegneten Tage alle unsere 1,400.000 Juden uns entzogen würden, es wäre wenig geholfen; denn uns selbst hat der Judengeist angesteckt. ... Bevor wir über den Juden zu Gerichte sitzen wollen, richten wir über uns selbst ...“

Angesichts der Judenpogrome in Russland gab er zu bedenken, dass jene grausamen Taten ein Vorzeichen eines noch grausamer agierenden Umsturzes der gesamten Staatsordnung sein könnte und schrieb in diesem Zusammenhang:

„Mit großer Besorgnis beobachten wir daher die drohenden Fortschritte des Antisemitismus nach dem Westen.“

Die Wirtschaftskrise in Österreich, die durch den Gründerkrach 1873 ausgelöst wurde, könne nach Vogelsangs Meinung nur durch eine Rückkehr der Getauften zum christlichen Glauben aufgehalten bzw. gelöst werden, weil das Christentum Ausbeutung ablehnt und Nächstenliebe fördert. Diese Ansicht wurde von Liberalen hart angegriffen. Sogar Georg Jellinek schrieb gegen diese Richtung, ohne Vogelsang beim Namen zu nennen:

„Die theologische Staatslehre [hat] nunmehr vornehmlich die moderne kirchliche Sozialpolitik ... als oberstes Prinzip..., [aber dadurch die Sozialdemokratie gefördert und wirke dadurch] nicht staatserhaltend, sondern staatszersetzend.“

Die Auswirkungen der oft zu Unrecht Vogelsang zugeschriebenen antisemitischen Agitation der Schönererianer machten sich spätestens bei der Gemeinderatswahl in Wien 1886 bemerkbar, als einige Kandidaten mit einer Instrumentalisierung des Antisemitismus erfolgreich waren. Zur selben Zeit näherte sich Karl Lueger, der vom Antisemiten Georg Ritter von Schönerer beeinflusst und zu diesem Zeitpunkt noch relativ unreligiös war, politisch auch immer mehr Vogelsang. Karl Lueger reduzierte seinen politischen Antisemitismus auf die Formel „Antisemitismus ist eigentlich Anticapitalismus“, die zuerst die Zwischenstufe des „vulgären Antisemitismus“ durchleben müsse. Nach Vogelsangs Tod 1890 wurde in der liberalen Neuen Freien Presse darauf hingewiesen, dass „er auch mit der antisemitischen Bewegung in Fühlung trat, um sie dem Clericalismus dienstbar zu machen. Als er im December 1888 seinen 70. Geburtstag feierte, gab es Ovationen von der gesamten antiliberalen Liga“. Doch nicht Vogelsang trat mit den Antisemiten, sondern diese traten mit ihm „in Fühlung“ bzw. unterstützten seine Forderungen. Die damalige liberale Presse hingegen stand Vogelsangs Sozialpolitik kritisch gegenüber, weil sie befürchtete, dass die bahnbrechenden, von Vogelsang angeregten sozialen Reformen der Regierung Eduard Taaffe eine Schwächung der Konkurrenzfähigkeit der österreichischen Industrie verursachen könnten.

## Nachwirken
Im Jahr 1901 wurde in Wien-Margareten (5. Bezirk) die Heinegasse in Vogelsanggasse nach ihm umbenannt.
Die österreichische Post gab 1990 eine Sondermarke zu seinem 100. Todestag heraus.
Das „Karl-von-Vogelsang-Institut zur Erforschung der Geschichte der Christlichen Demokratie in Österreich“ mit Sitz in Wien gab 1983 bis 1996 eine vierteljährlich erscheinende Zeitschrift Christliche Demokratie heraus und publizierte Arbeiten über die Geschichte der christlichen Demokratie in Österreich. Seit 1997 erscheint ein Jahrbuch mit dem Titel Demokratie und Geschichte.
„Der Karl-von-Vogelsang-Staatspreis“ ist ein Österreichischer Staatspreis für Geschichte der Gesellschaftswissenschaften. Er wird alle zwei Jahre durch den Bundesminister für Wissenschaft und Forschung verliehen.

## Schriften
- Die Bauernbewegung in den österreichischen Alpenländern. 1881
- Die Konkurrenzfähigkeit in der Industrie. 1883
- Die materielle Lage des Arbeiterstandes in Österreich. 3 Teile. 1883–84
- Zins und Wucher. 1884
- Österr. Monatsschrift für Gesellschaftswissenschaft, für volkswirtschaftliche und verwandte Fragen; später unter dem Namen: Österr. Monatsschrift für christl. Sozialreform, für Gesellschaftswissenschaft, volkswirtschaftliche und verwandte Fragen. Hrsg. und Autor zahlreicher Beiträge. 1878–1890.

Seine Ideen schrieb er vor allem in Artikeln der Tagespresse und in Zeitschriften nieder. Teile davon finden sich in:
- Gesammelte Aufsätze über socialpolitische und verwandte Themata. Huttler, Augsburg 1886